# Ted Mosby
Ted Mosby (gespeeld door Josh Radnor) is de hoofdpersoon in de serie How I Met Your Mother. Ted is een jonge architect die in de stad New York woont. Het verhaal begint als hij, 27 jaar oud, beseft dat hij een gezin wil op het moment dat zijn beste vriend Marshall Eriksen zich verlooft met Lily Aldrin. Hij gaat op zoek naar zijn zielsverwant en denkt een aantal keren dat hij haar heeft gevonden. Zo ontmoet hij Victoria, een goedlachse banketbakster die hij ontmoet tijdens een trouwerij. Ze vertrekt echter naar Duitsland en hun langeafstandsrelatie houdt geen stand, vooral omdat hij vreemdgaat met Robin Scherbatsky, op wie hij al eerder verliefd was. Zij liet hem echter gaan omdat hij haar al heel snel zijn liefde verklaarde.
Ted en Robin krijgen dan alsnog een relatie die een jaar stand houdt. Ze gaan uit elkaar als blijkt dat Ted wil trouwen en Robin wil gaan reizen en carrière maken.
Een andere serieuze relatie krijgt Ted met Stella, een arts die zijn tatoeage in de vorm van een vlinder voor hem verwijdert. Stella heeft een dochter van tien en woont in een buitenwijk. Desondanks besluiten ze te trouwen, maar Stella verlaat Ted op de dag van de trouwerij voor Tony, de vader van haar dochter, die door Ted tegen haar zin was uitgenodigd op de trouwerij.
Wel houdt Ted een baan als professor over van zijn breuk met Stella, omdat Tony zich schuldig voelt. Tony is rijk en zijn familie heeft veel connecties bij de universiteit waar Ted gaat werken.
Daarnaast krijgt Ted de kans om zijn droom te verwezenlijken: het bouwen van een wolkenkrabber. Die bouwt hij voor een bank waar ook een andere goede vriend van hem werkt, Barney Stinson.
Het gebouw moet echter komen op de plek waar een oud gebouw staat en zo ontmoet Ted Zoey.
Zoey is een activiste en getrouwd met een rijke man, De Kapitein. Ze wil dat het gebouw blijft bestaan en voert actie om dat voor elkaar te krijgen. Om die reden zijn Ted en zij tegenstanders, maar uiteindelijk wordt Ted toch verliefd op haar. Wanneer Zoey gaat scheiden blijkt dat ze ook verliefd is op Ted en krijgen ze een relatie. Het gebouw wordt gesloopt en omdat Ted daar uiteindelijk voorstander van is loopt Zoey woedend bij hem weg.
Halverwege seizoen zeven is duidelijk dat Ted nog steeds zijn soulmate niet gevonden heeft.
Aan het eind van het negende en laatste seizoen ontmoet hij zijn vrouw (Tracy), die een bandlid is op de bruiloft van Robin en Barney. Tracy en Ted willen gaan trouwen, maar Tracy is in verwachting van hun eerste kind van twee kinderen. Na 5 jaar geven ze elkaar toch het ja-woord. In de periode daarna wordt Tracy ziek en overlijdt ze. Aan het eind van de laatste aflevering wordt duidelijk dat Ted aan zijn kinderen vraagt of hij weer met (tante) Robin moet gaan daten. Aangezien haar huwelijk met Barney maar 3 jaar heeft geduurd. In de laatste scène van de serie staat hij daarom met de blauwe Franse hoorn voor haar deur.